# Quintinia
Quintinia es el género de alrededor de 25 árboles de hoja perenne o arbustos nativos de Filipinas, Nueva Guinea, Nueva Zelanda, Nueva Caledonia, Vanuatu y Australia. Las plantas tienen hojas alternas. Las flores blancas o lilas se forman al final de los tallos o en las axilas de las hojas. El cuerpo fructífero es una cápsula, que generalmente contiene una gran cantidad de semillas diminutas. El género lleva el nombre del jardinero Jean-Baptiste de la Quintinie. 

## Especies
- Quintinia altigena
- Quintinia apoensis
- Quintinia brassii
- Quintinia epiphytica
- Quintinia fawkneri
- Quintinia kuborensis
- Quintinia lanceolata
- Quintinia ledermannii
- Quintinia macgregorii
- Quintinia Importante
- Quintinia Medios de comunicación
- Quintinia Menor
- Quintinia montiswilhelmii
- Quintinia neoebudica
- Quintinia nutantifora
- Quintinia oreophila
- Quintinia pachyphylla
- Quintinia parviflora
- Quintinia quatrefagesii
- Quintinia resinosa
- Quintinia rigida
- Quintinia schlechterana
- Quintinia serrata (syn. Quintinia elliptica, Quintinia acutifolia)
- Quintinia sieberi
- Quintinia verdonii